# Dagobert Banzio
Dagobert Banzio (Tinhou, 21 de junio de 1957-París, 26 de agosto de 2017) fue un economista y político marfileño que se desempeñó, entre otros cargos, como Ministro de Deportes y como Ministro de Comercio de ese país. 
Era miembro del partido Partido Democrático de Costa de Marfil - Agrupación Democrática Africana (PDCI-RDA).

## Biografía
Estudió ingeniería de obras públicas de la Escuela Nacional de Obras Públicas de Yamusukro, de donde se graduó en 1983; y economía en el Centro de Estudios de Programas Económicos. Fue asesor técnico del Ministro de Economía y Finanzas, entre 1994 y 1996.
Miembro de la Asamblea Nacional, organismo del cual fue Vicepresidente entre 2000 y 2005, se desempeñó como Ministro de Juventud, Educación Civil y Deportes entre diciembre de 2005 y abril de 2007, durante el gobierno del Primer Ministro Charles Konan Banny; fue Ministro de Juventud, Deportes y Recreación de abril de 2007 a marzo de 2010, durante el primer gobierno del primer ministro Guillaume Soro; fue Ministro de Infraestructura Económica durante el segundo gobierno de Soro, del 4 de marzo de 2010 al 5 de diciembre de 2010; Ministro de Comercio durante el primer mandato del Primer Ministro Jeannot Ahoussou-Kouadio, desde marzo de 2012 a noviembre del mismo año y de nuevo Ministro de Juventud, Deportes y Salud Urbana durante el tercer gobierno de Soro.
También se desempeñó como presidente del Consejo Regional de Cavally, miembro de la secretaría ejecutiva del PDCI-RDA y secretario general de la Asamblea de Regiones y Distrito de Costa de Marfil (ARDCI).
Banzio falleció en París, Francia, el 26 de agosto de 2017, a la edad de 60 años, tras una grave enfermedad de varios meses.